# La Ferrière (Vendée)
Pour les articles homonymes, voir La Ferrière.
La Ferrière est une commune française située dans le département de la Vendée et dans la région Pays de la Loire.
Ses habitants sont appelés les Ferriérois.

## Géographie
Au centre du département, La Ferrière se situe à une dizaine de kilomètres au nord-est de La Roche-sur-Yon. La commune est traversée par la D 160, ancienne N 160 Paris - Les Sables-d'Olonne.
Le territoire municipal de La Ferrière s’étend sur 4 696 hectares. L’altitude moyenne de la commune est de 87 mètres, avec des niveaux fluctuant entre 55 et 105 mètres,.
| Dompierre-sur-Yon |             | La Merlatière           |
|                   | La Ferrière | Saint-Martin-des-Noyers |
| La Roche-sur-Yon  |             | La Chaize-le-Vicomte    |

### Environnement
La Ferrière a obtenu deux fleurs au Concours des villes et villages fleuris (palmarès 2007).
L'UAB est première coopérative d'artisans menuisiers charpentiers en France et est au cœur d'une des deux zones d'activités de la commune.

### Climat
Pour des articles plus généraux, voir Climat des Pays de la Loire et Climat de la Vendée.
En 2010, le climat de la commune est de type climat océanique altéré, selon une étude du CNRS s'appuyant sur une série de données couvrant la période 1971-2000. En 2020, Météo-France publie une typologie des climats de la France métropolitaine dans laquelle la commune est exposée à un climat océanique et est dans la région climatique  Bretagne orientale et méridionale, Pays nantais, Vendée, caractérisée par une faible pluviométrie en été et une bonne insolation. 
Pour la période 1971-2000, la température annuelle moyenne est de 12 °C, avec une amplitude thermique annuelle de 13,5 °C. Le cumul annuel moyen de précipitations est de 849 mm, avec 12,5 jours de précipitations en janvier et 6,5 jours en juillet. Pour la période 1991-2020, la température moyenne annuelle observée sur la station météorologique de Météo-France la plus proche, sur la commune de La Roche-sur-Yon à 9 km à vol d'oiseau, est de 12,4 °C et le cumul annuel moyen de précipitations est de 885,5 mm,. Pour l'avenir, les paramètres climatiques de la commune estimés pour 2050 selon différents scénarios d'émission de gaz à effet de serre sont consultables sur un site dédié publié par Météo-France en novembre 2022.
| Mois                                  | jan.             | fév.             | mars           | avril           | mai           | juin          | jui.           | août           | sep.          | oct.            | nov.            | déc.            | année      |
| ------------------------------------- | ---------------- | ---------------- | -------------- | --------------- | ------------- | ------------- | -------------- | -------------- | ------------- | --------------- | --------------- | --------------- | ---------- |
| Température minimale moyenne (°C)     | 3,2              | 2,7              | 4,4            | 6               | 9,3           | 12,3          | 13,9           | 13,9           | 11,4          | 9,4             | 5,9             | 3,6             | 8          |
| Température moyenne (°C)              | 6,1              | 6,4              | 8,8            | 10,9            | 14,3          | 17,5          | 19,4           | 19,5           | 16,8          | 13,4            | 9,2             | 6,5             | 12,4       |
| Température maximale moyenne (°C)     | 9                | 10,1             | 13,1           | 15,7            | 19,3          | 22,8          | 24,9           | 25,1           | 22,1          | 17,3            | 12,5            | 9,5             | 16,8       |
| Record de froid (°C) date du record   | −14,9 16.01.1985 | −15,4 10.02.1986 | −10,3 01.03.05 | −4,1 04.04.1996 | −0,4 01.05.16 | 2,8 01.06.06  | 7,2 08.07.1996 | 5,1 31.08.1986 | 2,5 26.09.10  | −4,5 30.10.1997 | −7,1 22.11.1988 | −9,5 30.12.1996 | −15,4 1986 |
| Record de chaleur (°C) date du record | 15,9 26.01.08    | 21,6 27.02.19    | 24,1 19.03.05  | 28,1 30.04.05   | 31,9 26.05.17 | 38,8 27.06.19 | 41,5 18.07.22  | 38,7 09.08.03  | 34,3 04.09.23 | 30,5 08.10.23   | 21,1 01.11.15   | 18,7 07.12.00   | 41,5 2022  |
| Ensoleillement (h)                    | 73,6             | 106,4            | 151,1          | 183,6           | 210,8         | 229           | 241,4          | 235,7          | 199,1         | 128,8           | 88,9            | 74              | 1 922,4    |
| Précipitations (mm)                   | 94,8             | 70,5             | 64,4           | 65,9            | 62,4          | 45,3          | 47,9           | 52,1           | 71,9          | 98,7            | 108,1           | 103,5           | 885,5      |

## Urbanisme

### Typologie
Au 1er janvier 2024, La Ferrière est catégorisée bourg rural, selon la nouvelle grille communale de densité à sept niveaux définie par l'Insee en 2022.
Elle appartient à l'unité urbaine de La Ferrière, une unité urbaine monocommunale constituant une ville isolée,. Par ailleurs la commune fait partie de l'aire d'attraction de La Roche-sur-Yon, dont elle est une commune de la couronne,. Cette aire, qui regroupe 45 communes, est catégorisée dans les aires de 50 000 à moins de 200 000 habitants,.

### Occupation des sols
L'occupation des sols de la commune, telle qu'elle ressort de la base de données européenne d’occupation biophysique des sols Corine Land Cover (CLC), est marquée par l'importance des territoires agricoles (90,4 % en 2018), en diminution par rapport à 1990 (93,7 %). La répartition détaillée en 2018 est la suivante : 
terres arables (36,3 %), zones agricoles hétérogènes (31,2 %), prairies (22,9 %), zones urbanisées (4,6 %), forêts (2,4 %), zones industrielles ou commerciales et réseaux de communication (1,4 %), mines, décharges et chantiers (0,6 %), espaces verts artificialisés, non agricoles (0,3 %), eaux continentales (0,3 %). L'évolution de l’occupation des sols de la commune et de ses infrastructures peut être observée sur les différentes représentations cartographiques du territoire : la carte de Cassini (XVIIIe siècle), la carte d'état-major (1820-1866) et les cartes ou photos aériennes de l'IGN pour la période actuelle (1950 à aujourd'hui).

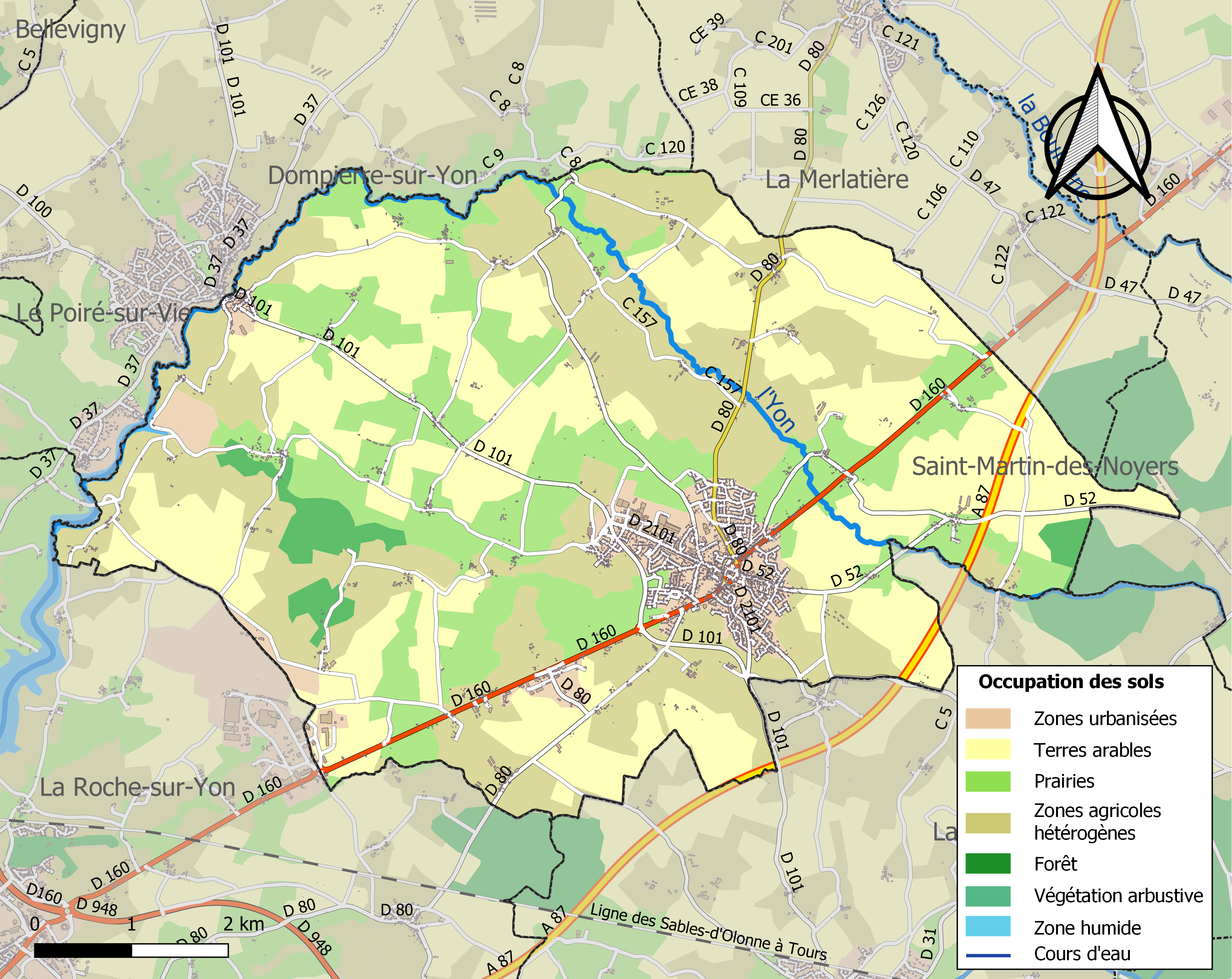
Carte des infrastructures et de l'occupation des sols de la commune en 2018 (CLC).

## Toponymie
La Ferrière est un ancien Ferraria, dérivé du latin ferrum (le fer) et dont le nom est très communément employé pour désigner l'emplacement d'anciennes mines de fer ou de forges. Il a en effet été découvert d'anciennes mines de fer du côté du village des Thermelières. Sur la carte de Cassini levée au XVIIIè siècle, le bourg est nommé : " La Ferrière-des-Chapelets ".
Le nom poitevin de la commune est la Ferère.

## Histoire
On situe l'exploitation des anciennes mines de fer dès l'époque gallo-romaine.
Le nom de la Ferrière apparaît dans les textes vers 1300 à travers l'église de la Ferrière (ecclesiae de Ferreria). Cette ancienne église Sainte-Radégonde était desservie par l'abbaye de Mauléon. Au XIXè siècle elle fut détruite et à son emplacement fut bâtie une église de style néo-gothique.
Les principaux seigneurs du lieu étaient ceux du Plessis-Bergeret, vassaux de la seigneurie, puis principauté de la Roche-sur-Yon. L'un d'eux, Gabriel de Chasteaubriand, obtint en 1648 que sa seigneurie soit élevée au rang de marquisat.
La fin du XVIIIè siècle voit la construction de la route royale Angers/Les Sables d'Olonne, devenue RN160, qui passe par le bourg de la Ferrière. Depuis 2005, une grande partie du trafic emprunte l'autoroute A87 qui longe les limites sud-est du territoire communal.
D'environ 2 000 habitants durant les années 1960, la commune est passée à plus de 5 000 habitants en 2014, notamment du fait de la proximité du chef-lieu de la Vendée mais aussi des nombreuses industries du Nord-Est vendéen.

## Ancienne commune de l'Airière
L'Airière fut une ancienne paroisse, puis une commune rattachée à celle de la Ferrière par ordonnance royale du 20 septembre 1828. Son territoire rassemblait toute la partie est de l'actuelle commune de la Ferrière, de l'autre côté de l'Yon. Elle incluait, outre l'Airière, les villages de la Bouchelière, de la Cantière, de l'Aubretière et de la Paillerie.
"L'Airière" sur le site des archives départementales de la Vendée et pour la municipalité, "Lairière" pour l'Institut Géographique National, l'écriture de ce toponyme ne semble pas fixée, ce qui était aussi le cas par le passé (Lairière, Lérrière, l'Ayrière). Pour Jean-Loïc Le Quellec, il y a eu agglutination de l'article : il faudrait donc bien écrire " L'Airière ".
Citée pour la première fois vers 1300 (Ecclesiae de Ayreria), l'église Sainte-Catherine de l'Airière était desservie par l'abbaye de Nieul-sur-l'Autize. Elle fut brûlée par les protestants en 1568. Réparée ou reconstruite, elle avait une forme rectangulaire. Ruinée lors des guerres de Vendée, le culte n'y fut pas rétabli. En 1820, la commune comptait 388 habitants. Il ne reste rien aujourd'hui de l'église et du cimetière qui lui faisait face.

## Politique et administration

### Liste des maires
| Période                                  | Période                  | Identité           | Étiquette | Qualité |
| ---------------------------------------- | ------------------------ | ------------------ | --------- | --- |
| 1892                                     | 1919                     | François Regrenil  |           | |
| 1919                                     | mai 1953                 | Héliodore Debien   |           | |
| mai 1953                                 | 11 juin 1970 (décès)     | Abel Bizet         |           | Ancien cultivateur Maire de Belleville-sur-Vie (1945 → 1953)                                                                                    |
| 1970                                     | 25 mars 1994 (décès)     | Marcel Rivière     | DVD       | Gérant de société (produits pétroliers, bières et boissons gazeuses) Adjoint au maire (1965 → 1970)                                             |
| 29 avril 1994                            | 9 avril 2015 (démission) | Yves Auvinet       | DVD       | Libraire, ancien secrétaire général de mairie Conseiller général des Essarts (2010 → 2015) Conseiller départemental de Chantonnay (2015 → 2021) |
| 9 avril 2015                             | 26 mai 2020              | Jean-Marie Chamard | DVD       | Cadre bancaire retraité 13e vice-président de La Roche-sur-Yon-Agglomération (2015 → 2020)                                                      |
| 26 mai 2020                              | En cours                 | David Bély         | DVD       | Infirmier, responsable au centre de formation des soins d’urgence de Vendée 8e vice-président de La Roche-sur-Yon-Agglomération (2020 → )       |
| Les données manquantes sont à compléter. |                          |                    |           | |

La Ferrière adhère à la communauté de communes du Pays-Yonnais, devenue La Roche-sur-Yon-Agglomération.

### Jumelages
- Wandlitz (Allemagne)
- Notre-Dame-du-Bon-Conseil (Québec)

## Population et société

### Démographie

#### Évolution démographique
L'évolution du nombre d'habitants est connue à travers les recensements de la population effectués dans la commune depuis 1800. Pour les communes de moins de 10 000 habitants, une enquête de recensement portant sur toute la population est réalisée tous les cinq ans, les populations de référence des années intermédiaires étant quant à elles estimées par interpolation ou extrapolation. Pour la commune, le premier recensement exhaustif entrant dans le cadre du nouveau dispositif a été réalisé en 2004.

En 2022, la commune comptait 5 411 habitants, en évolution de +3,38 % par rapport à 2016 (Vendée : +5,33 %, France hors Mayotte : +2,11 %).
| 1800 | 1806 | 1821  | 1831  | 1836  | 1841  | 1846  | 1851  | 1856  |
| ---- | ---- | ----- | ----- | ----- | ----- | ----- | ----- | ----- |
| 841  | 877  | 1 087 | 1 510 | 1 626 | 1 655 | 1 810 | 1 975 | 1 988 |

| 1861  | 1866  | 1872  | 1876  | 1881  | 1886  | 1891  | 1896  | 1901  |
| ----- | ----- | ----- | ----- | ----- | ----- | ----- | ----- | ----- |
| 2 045 | 2 098 | 2 135 | 2 205 | 2 180 | 2 206 | 2 295 | 2 378 | 2 347 |

| 1906  | 1911  | 1921  | 1926  | 1931  | 1936  | 1946  | 1954  | 1962  |
| ----- | ----- | ----- | ----- | ----- | ----- | ----- | ----- | ----- |
| 2 407 | 2 315 | 2 019 | 1 944 | 1 965 | 1 953 | 1 909 | 1 941 | 2 007 |

| 1968  | 1975  | 1982  | 1990  | 1999  | 2004  | 2006  | 2009  | 2014  |
| ----- | ----- | ----- | ----- | ----- | ----- | ----- | ----- | ----- |
| 2 009 | 2 393 | 3 361 | 3 765 | 3 948 | 4 286 | 4 301 | 4 784 | 5 084 |

| 2019  | 2022  | - | - | - | - | - | - | - |
| ----- | ----- | - | - | - | - | - | - | - |
| 5 315 | 5 411 | - | - | - | - | - | - | - |

#### Pyramide des âges
En 2018, le taux de personnes d'un âge inférieur à 30 ans s'élève à 35,1 %, soit au-dessus de la moyenne départementale (31,6 %). À l'inverse, le taux de personnes d'âge supérieur à 60 ans est de 25,4 % la même année, alors qu'il est de 31,0 % au niveau départemental.
En 2018, la commune comptait 2 611 hommes pour 2 674 femmes, soit un taux de 50,60 % de femmes, légèrement inférieur au taux départemental (51,16 %).
Les pyramides des âges de la commune et du département s'établissent comme suit.
| Hommes | Classe d’âge | Femmes |
| ------ | ------------ | ------ |
| 0,6    | 90 ou +      | 1,5    |
| 5,2    | 75-89 ans    | 6,9    |
| 18,2   | 60-74 ans    | 18,4   |
| 20,0   | 45-59 ans    | 18,9   |
| 19,7   | 30-44 ans    | 20,3   |
| 14,3   | 15-29 ans    | 13,4   |
| 22,0   | 0-14 ans     | 20,5   |

| Hommes | Classe d’âge | Femmes |
| ------ | ------------ | ------ |
| 0,8    | 90 ou +      | 2,2    |
| 8,7    | 75-89 ans    | 11,1   |
| 20,3   | 60-74 ans    | 21,3   |
| 20     | 45-59 ans    | 19,4   |
| 17,5   | 30-44 ans    | 16,8   |
| 15     | 15-29 ans    | 13,2   |
| 17,7   | 0-14 ans     | 16,1   |

## Lieux et monuments
- Église Sainte-Radégonde (style néo-gothique, XIXè siècle).
- À 1 km du Bourg, au sud-ouest de la Ferrière se trouve un étang, le Plessis-Bergeret.

## Manifestations et évènements
En 2005, du 28 mai au 5 juin, les « Fusions » sont venues animer la Ferrière avec un feu d'artifice (à la fin) et une exposition d'art en fer, l'exposition de la métallurgie pour avoir des fusions…
Le 14 octobre 2012, La Ferrière a accueilli la 41e édition du Tour de Vendée.

## Spécialités
"Les Eclats de scorie". Créés par un jeune pâtissier de la Ferrière, ces chocolats rappellent la forme des scories, seules traces de l'exploitation des mines de fer datant des Gaulois (Pictes et Ambilatres).
La Ferrière abrite aussi le centre de distribution de POLLEN-Diffusion, l'un des premiers distributeurs de livres de France.

## Personnalités liées à la commune
- Charles-François de Chouppes, né en 1770 et mort en 1793 ou 1794, chef vendéen.
- Malvina Chabauty, née Gaborieau en 1901 et morte à Pierrefitte en 1982, peintre d'art naïf.

## Pour approfondir